# Josef Hrubý z Jelení
Josef Hrubý z Jelení, též Josef Hrubý z Gelenj [tradiční rodový staročeský pravopis], celým jménem Josef Karel Theodor Maria Hrubý z Gelenj (22. dubna 1866 Červené Pečky – 14. ledna 1943 Červené Pečky), byl český šlechtic a politik, za Rakouska-Uherska na počátku 20. století poslanec Říšské rady.

## Biografie
Patřil do šlechtického rodu Hrubých z Jelení. Byl nositelem titulu c. k. komořího (1891) a nadporučíkem v záloze dragounského pluku č. 8.
Počátkem 20. století se zapojil i do celostátní politiky. Ve volbách do Říšské rady roku 1901 získal mandát za velkostatkářskou (nefideikomisní) kurii v Čechách. K roku 1901 se profesně uvádí jako komoří a velkostatkář. V zemských volbách v roce 1901 byl zvolen i do Českého zemského sněmu v kurii velkostatkářské. Byl členem Strany konzervativního velkostatku. Mandát obhájil v zemských volbách v roce 1908.
Byl členem Jednoty českých matematiků a fyziků a spoluzakladatelem Astronomické společnosti v Praze na Petříně. Rod patřil mezi česky orientovanou šlechtu. Josef Hrubý z Jelení v září roku 1939 spolupodepsal prohlášení české šlechty. V roce 1942 měl odmítnout při návštěvě německé delegace na zámku v Červených Pečkách nabídku říšskoněmeckého občanství se slovy: „Rád bych, abyste si uvědomil, pane, že baron Hrubý nemění svou národnost jako špinavou košili. Já jsem se jako Čech narodil a Čechem zůstanu“ (ve vzpomínkách to takto uváděl jeho syn Jaromír). Následně delegaci vykázal ze svého domu.

## Rodina
Oženil se 27. dubna 1921 ve Valašském Meziříčí s Karolou hraběnkou Bukuwkovou z Bukuwky (3. 6. 1889 Horth – 2. 10. 1952 Praha), dámou Řádu hvězdového kříže, dcerou Jaromíra Bukuwky z Bukuwky a jeho manželky Marie Stillfried von Rathenitz. Mezi manžely byl věkový rozdíl 23 let. Manželka byla energická, vzdělaná, sečtělá, ovládala několik cizích jazyků. Ve stáří byla vážně nemocná, měla rakovinu. Z manželství vzešli dva synové a čtyři dcery:
- 1. Jaromír (2. 11. 1922 Červené Pečky – 18. 7. 2012), čestný rytíř Maltézského řádu, v letech 1990 až 1991 zástupce českého velkopřevora řádu maltézských rytířů
- 2. Marie Josefa (16. 4. 1924 Červené Pečky – 30. 9. 1996 Praha)
  - ⚭ (8. 1. 1983 Sudějov) Maxmilián hrabě Thurn-Valsassina (5. 12. 1910 Vídeň – 29. 6. 1991 tamtéž)
- 3. Anna Marie (10. 9. 1926 Červené Pečky – 17. 9. 2023 Morány), svobodná a bezdětná
- 4. Bedřich (8. 10. 1927 Červené Pečky – 27. 12 2024 Uhlířské Janovice) 
  - ⚭ (12. 9. 1960 Český Šternberk) Terezie hraběnka Sternbergová (14. 2. 1934 Praha – 29. 5. 2012 tamtéž)
- 5. Alžběta (28. 2. 1929 Červené Pečky – 6. 2. 2021 Český Šternberk)
  - ⚭ (10. 5. 1955 Praha) Zdeněk hrabě Sternberg (15. 8. 1923 Praha – 19. 1. 2021 Český Šternberk)[16]
- 6. Karolina (Karola; 22. 2. 1931 Červené Pečky – 4. 7. 2024 Kolín – nemocnice), svobodná a bezdětná